# Яне Вабарна
Яне Вабарна (ест. Jane Vabarna; нар. 23 червня 1980) — естонська діячка культури, популяризаторка сетуської культури, майстриня з текстильного рукоділля, у 2015—2016 та 2021—2022 року — Намісник Короля Сету .

## Життєпис
Яні Вабарна навчалася у гімназії селища Вярска. У 2003 році закінчила спеціальність «домовродство» агрономічного факультету Естонського університету природничих наук. Навчалася професії вчителя рукоділля, за кілька років пізніше — текстильної справи в Ряпінській садівничій школі. Знання та навички в галузі рукоділля вона також отримала на курсах Товариства рукоділля сету (Seto Käsitüü Kogu) і стала однією з його майстринь-викладачів .
Працює художнім керівником Культурного центру Сетомаа, співає в сетуському хорі «Verska Naase'», бере участь в організації різних культурних заходів сету, є керівницею Клубу мережива сету (Seto Pitsi Klubi).
Матір навчила Яне ще з дитинства пісням і танцям сету, а також знайомила з богатством культури сету. Авторитетами для Яни є місцеві літні сетуські жінки, зокрема Анні Куремяе (Anni Kuremäe), яка сприяє розвитку мови сету і добре розуміється на місцевих звичаях. Також громадській діяльності Яне Вабарна допомагає Анні Кийво (Anne Kõivo), яка також ґрунтовно знає звичаї народу сету. Допомагає діяльності також її брат Ялмар — співак та музикант, який знайомить Яне з народною культурою.
У День Королівства Сету 2004 року Яна Вабарна була обрана «пекаркою хліба та пиріжків» Короля сету (ест. Seto kuninga leivaküpsetaja ja pirukategija).
У 2008 році знялася в естонському художньому фільмі «Таарка», присвяченому Співочій матері Сету Хілані Таарка у 2011 році — у документальному фільмі швейцарського режисера Ульріки Кох (Ulrike Koch) «Songs of the Ancient Sea».
У 2009 році на основі записів традиційного сетуського весілля Яни Вабарни та народного музиканта Крістьяна Прікса, фольклорист Аадо Лінтроп (Aado Lintrop) та старший науковий співробітник Естонського музею літератури Яніка Орас (Janika Oras) створили документальний фільм «Seto saaja' 2009». Вабарна сама стала ініціатором зйомок цього фільму і була одним із авторів сценарію .
1 серпня 2015 року на Дні Королівства, що проходив у селі Обініця, сету Яні Вабарна була обрана Намісником Короля сету (Setu ülemsootska). В інтерв'ю після виборів вона сказала, що бачить своєю місією збереження культури сету і пообіцяла продовжувати розвивати сетську дитячу школу, засновану викладачем Тартуського університету Анелою Лаанеотс (Annela Laneots), як у Сетумаа, так і по всій Естонії .
Є учасником Клубу спортивного орієнтування «Пеко» (Вярська) .

## Нагороди і премії
- 2016 — Культурна премія імені Анне Вабарна[et][13]

## Дискографія
Брала участь у записі пісень сету у складі сетуських хорів «Laanõtsirk» та «Verska Naase'» :
- Laanõtsirk (leelokoor). Õgal tsirgul uma laul = Every bird has its song / latsi leelokuur «Laanõtsirk»; laulõ opas Vabarna Maret. — Eesti: Värska Kultuurikeskus, 2007[14] .
- Verska Naase (koor). Tsõõri, tsõõrigo' sõsarõ' / [esitab] Verska Naase'. — Eesti: Verska Naase ', 2012.

## Родина
- Прабабуся — Анн Вабарна (1877—1964), виконавиця рунічних пісень сету, Співоча мати сету[11] .
- Мати — Марет Вабарна (нар. 1957), вчитель національних традицій та рукоділля в гімназії Вярська, а також викладач у школі села Мікітамяе[15].
- Донька — Доора Тооміст[16].
- Брат — Ялмар Вабарна[et] (нар. 17.04.1987) — виконавець естонських народних та поп-пісень, учасник ансамблів Trad.Attack![en], Zetod та Viljandi Guitar Trio[et]. Лауреат Президентської премії «Молодий діяч культури».